# إكا تيري
إکا تيري (بالإنجليزية: Ika - Tere)‏ أعظم اسم مشترك لرب السمك البولينيزي. إنه والد الأسماك، وحفيد رب المحيط تانغاروا Tangaroa. وهو منسل كل الحيوانات التي تعيش في البحر ويديرها بحكمة. بعض من أبنائه كانوا نسبيا من البشر، مثل حوريات البحر وحوري البحر، فبعض هؤلاء الأبناء نصف سمكة ونصف بشر، وبالتدريج تحولوا إلى بشر كاملين.